# واکه (تفلیس)
واکه (به لاتین: Vake) یک منطقهٔ مسکونی در گرجستان است که در ناحیه واکه از توابع تفلیس واقع شده‌است.